# Sigmund Wassermann
Sigmund Wassermann (* 16. Oktober 1889 in Bamberg; † 28. Februar 1958 in New York) war ein deutscher Jurist und Bankier.

## Kindheit und Jugend bis zum Ersten Weltkrieg
Sigmund Wassermann war jüngstes Kind von Emil Wassermann. Er besuchte das Humanistische Gymnasium in Bamberg. Zum Studium ging er an die Handelshochschule Berlin und promovierte an der Universität Erlangen mit der Arbeit „Das Sortengeschäft in Deutschland in seiner geschichtlichen Entwicklung“ am 22. Oktober 1912 zum Dr. phil. Außerdem verfügte er zum Studienende über die akademischen Grade eines Dr. rer. pol. und Dr. jur. Seine Ausbildung absolvierte er beim Bankhaus L. Behrens & Söhne in Hamburg sowie bei der Pariser Börsenmaklerfirma Alfred Gans & Co. Er war 1914/1915 für kurze Zeit bei der Deutschen Bank in Konstantinopel tätig; deren späterer Vorstandssprecher (seit 1923) wurde sein Bruder Oscar.

## Teilnahme am Ersten Weltkrieg
Im Jahr 1915 wurde Wassermann als Soldat in das 24. Bayrische Infanterieregiment in Bamberg eingezogen und während des Krieges zum Leutnant befördert. Am 19. September 1917 wurde ihm das „Ehrenzeichen P.E.K. II. Klasse“ verliehen. Seine Entlassung erfolgte am 18. Dezember 1918 aus dem 5. Bayrischen Infanterieregiment infolge der Demobilisierung.
Als spätere Auszeichnungen erhielt er für seine Teilnahme am Krieg am 18. August 1927 das Besitz-Zeugnis des von Seiner Königlichen Hoheit, Prinz Alfons von Bayern, gestifteten „Prinz-Alfons-Erinnerungszeichen“ sowie am 23. April 1935 das Ehrenkreuz für Frontkämpfer aufgrund der Verordnung vom 13. Juli 1934 vom Reichspräsidenten Generalfeldmarschall von Hindenburg zur Erinnerung an den Weltkrieg 1914/18.

## Vom Ende des Ersten Weltkrieges bis zur erzwungenen Emigration
Am 30. Dezember 1918 erfolgte der Umzug von der Schützenstr. 21 in Bamberg nach Berlin. Dort übernahm er die Leitung der Berliner Niederlassung des Bankhauses Wassermann zusammen mit seinem Vetter Max von Wassermann. Seit 1919 war er Mitglied im „Zentralausschuss der deutschen Juden für Hilfe und Aufbau“, einer Hilfsorganisation für jüdische Auswanderer aus Russland. Seit 1929 war er Mitglied des Initiativ-Komitees für die Erweiterung der Jewish Agency. Von 1924 bis 1934 wohnte er in der Tiergartenstraße 8d zusammen mit seinem Bruder Oscar und dessen Familie. Anschließend zog er in die Rauchstraße 14 und blieb damit in einer bevorzugten Wohngegend Berlins. Seit 1930 war er als Teilhaber des Bankhauses Wassermann Mitglied in der „American Chamber of Commerce in Germany“. Von 1932 bis 1933 bekleidete er die Funktion eines Vorstandsmitglieds des Centralverbands des Deutschen Bank- und Bankiersgewerbes. Zusammen mit Max Warburg, Willy Dreyfus und Eugen Mittwoch saß er im Stiftungsrat der Haffkine-Stiftung, die die Betreuungsaufgaben des „Zentralausschusses“ übernommen hatte. Aus dieser Funktion schied er erst nach seiner eigenen Auswanderung aus.

## Von der Zwangsemigration bis zum Lebensende

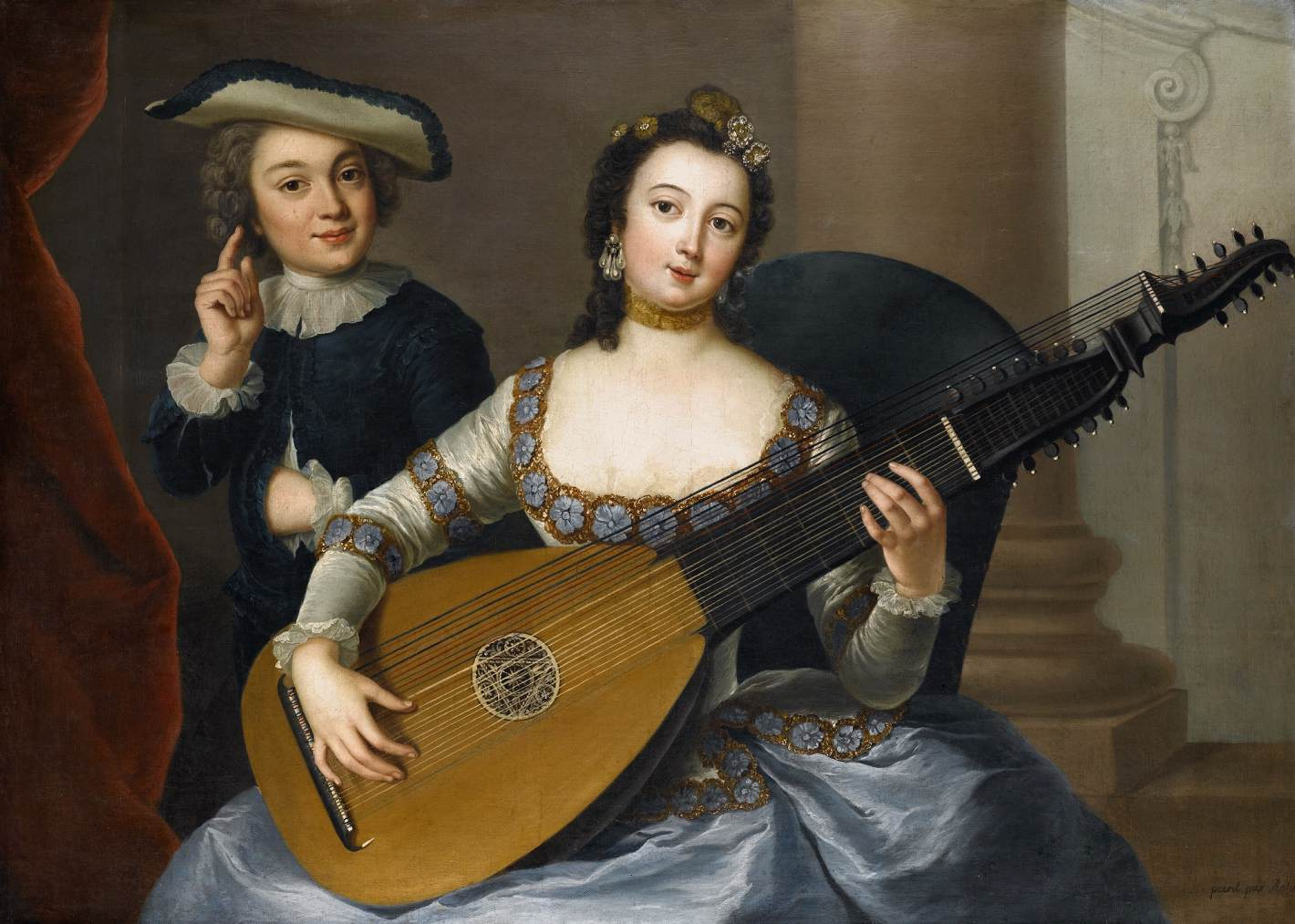
Allegorie des Hörens/Woman Playing a Lute von Anna Rosina de Gasc, geb. von Lisiewska

Am 21. Januar 1939 gelang ihm die Flucht nach Holland. Dort arbeitete er für kurze Zeit als Bankier bei der N.V. Fidia Financieering en Discontering Maatschappij und Bankierskantoor Albert Graef N.V. Er floh mit einem Pass ausgestellt vom Berliner Polizeipräsidenten verbunden mit einer Aufenthaltsberechtigung bis zum 19. September 1941. Sein Zufluchtsort war die Honthorstraat 52 in Amsterdam. Am 14. Januar 1941 wurde ihm dort von deutschen Behörden die Ausreisegenehmigung in die USA erteilt. Über Portugal gelangte er im März 1941 in die USA, wo er in New York in der 2. East 86'sten Straße wohnte und am 5. Mai 1947 die US-amerikanische Staatsbürgerschaft erhielt. Im April 1941 musste er das Gemälde von Anna Rosina de Gasc Eine Allegorie des Hörens (auch bekannt unter „Woman playing a lute“) an den Kunsthändler P. de Boer über seinen Anwalt C. F. van Veen zum Preis von 1.000 Gulden verkaufen. Das Bild wurde im Jahr 2008 nach einer Entscheidung der niederländischen Restitutions-Kommission an die Erben von Sigmund Wassermann zurückgegeben. Vom 7. Dezember 1942 datiert ein Mitgliedschaftszeugnis der Feuerwehr von New York, vom 28. September 1948 ein „Certificate of Literacy“ der Universität von New York. 1946 arbeitete er als Angestellter, später in leitender Stellung bei „Eutectic Welding Alloys Corp.“ in Flushing/ New York. Das Unternehmen hatte er zusammen mit seinem Vetter René aus Lausanne aufgebaut. Seine letzte Tätigkeit für eine jüdische Organisation war die des Schatzmeisters des Leo Baeck Instituts in New York, ein Amt, das er bis zu seinem Tode bekleidete.
Er blieb unverheiratet. Laut seiner Selbstauskunft im Entschädigungsverfahren lag sein jährlicher Verdienst beim Bankhaus Wassermann „nie unter RM 50.000, in den meisten Jahren wesentlich hoeher“.
Sigmund Wassermann starb am 28. Februar 1958 in New York.